# Dioscórides (poeta)
Dioscórides (Διοσκορίδης) fue un poeta de epigramas de la Antigua Grecia perteneciente a la segunda mitad del siglo III a. C. que imitó el estilo de Calímaco y de Asclepíades. Conoció a Leónidas de Tarento, Nicandro y Riano. Realizó epigramas de diversos géneros: epidícticos, de temas arcaicos, de ritos extraños, autobiográficos y de tema amoroso.